# Ораздурдыев, Мамед
Мамед Ораздурдыев — советский хозяйственный деятель, Герой Социалистического Труда.

## Биография
Родился в 1910 году в селении Атаяб. Член КПСС.
В 1922—1931 гг. — крестьянин в родительском и собственном хозяйствах.
В 1931—1967 гг. — колхозник-хлопкороб, звеньевой хлопководческого звена, бригадир хлопководческой бригады колхоза имени Тельмана Ленинского района Ташаузской области Туркменской ССР.
Указом Президиума Верховного Совета СССР от 21 июля 1950 года присвоено звание Героя Социалистического Труда с вручением ордена Ленина и золотой медали «Серп и Молот».
С 1969 года — персональный пенсионер союзного значения.
Умер в селении Атаяб после 1970 года.

## Награды и звания
- Герой Социалистического Труда (21.07.1950)
- Орден Ленина (21.07.1950, 30.07.1951, 14.02.1957)